# Rifugio Damiano Marinelli
Il rifugio Damiano Marinelli (detto anche capanna Damiano Marinelli - 3.036 m s.l.m.) è un rifugio delle Alpi Pennine situato nel comune di Macugnaga.

## Caratteristiche
Il rifugio è collocato sul  Crestone Marinelli, cresta che solca la parete est del Monte Rosa.
È intitolato a Damiano Marinelli, alpinista che perse la vita nel 1881 travolto da una valanga mentre saliva il canalone omonimo. Il rifugio è stato completamente ristrutturato nell'estate 2015.

## Accesso
Il rifugio è raggiungibile dalla frazione  Pecetto di Macugnaga.

## Ascensioni
- Punta Dufour - 4.634 m
- Punta Nordend – 4.609 m
- Punta Zumstein – 4.563 m
- Punta Gnifetti – 4.559 m